# Pershing County
Pershing County är ett administrativt område i delstaten Nevada, USA. År 2010 hade countyt 6 753 invånare. Den administrativa huvudorten (county seat) är Lovelock. 

## Geografi
Enligt United States Census Bureau har countyt en total area på 15 716 km². 15 636 km² av den arean är land och 80 km² är vatten. 

### Angränsande countyn
- Washoe County, Nevada - väst
- Humboldt County, Nevada - nord
- Lander County, Nevada - öst
- Churchill County, Nevada - syd